# 葛洛莉亞·史璜生
葛洛莉亞·史璜生（英語：Gloria Swanson，1899年3月27日—1983年4月4日）是一位美國電影演員，曾經入圍過奧斯卡最佳女主角獎，也獲得過金球獎。葛洛莉亞·史璜生也是默片時期最著名的女演員。

## 作品
- 1928年 《軍中紅粉》 - 提名奧斯卡最佳女主角獎
- 1929年 《侵犯者》 - 提名奧斯卡最佳女主角獎
- 1950年 《日落大道》 - 提名奧斯卡最佳女主角獎
- 機場

## 外部連結
- Gloria Swanson在互联网电影资料库（IMDb）上的資料（英文）
- TCM电影资料库上Gloria Swanson的资料（英文）

1. . www.megbook.com.tw.   [2025-08-05].